# روي فيشر
روي فيشر (بالإنجليزية: Roy Fisher)‏ هو فنان وكاتب وشاعر بريطاني، ولد في 11 يونيو 1930 في Handsworth, West Midlands ‏ في المملكة المتحدة، وتوفي في 21 مارس 2017.